# 하페즈의 무덤

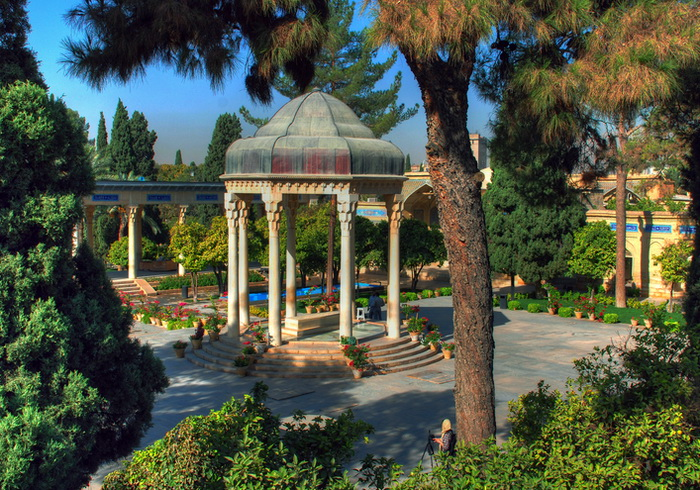

하페즈의 무덤(Tomb of Hafez)은 페르시아의 시인 하페즈를 기념하기 위해 이란 시라즈 북부 끝자락에 서있는 2개의 기념 구조물이다.
가잘(Ghazal, 서정적인 연애시)의 대가인 하페즈(1300∼1389)의 시는 모든 이란인에게 잘 알려져 있고 인정받고 있다. 그의 시속에는 몽골족의 지배하의 고통이 은유적으로 드러나 있어 이해하기가 매우 힘들지만 이란인은 그의 무덤에 세겨진 시, 가잘을 가장 아낀다. 두 개의 연못이 있는 아름다운 정원 위에 대리석으로 된 그의 무덤이 있는데 많은 이들이 그 주위에 앉아 그의 시집을 펼쳐 들고 읽고 있다.